# متیو بریدی
 متیو بریدی (انگلیسی: Mathew Brady؛ زاده ۱۸ مهٔ ۱۸۲۲ درگذشته ۱۵ ژانویهٔ ۱۸۹۶) یک عکاس اهل ایالات متحده آمریکا بود. شهرت وی بیشتر بخاطر پرتره‌هایش از افراد تاثیرگذار در کمپ اتحادیه در جنگ داخلی آمریکا است.
بریدی در سال ۱۸۴۴ استودیوی خود را در شهر نیویورک افتتاح کرد و از اندرو جکسون، جان کوئینسی آدامز و آبراهام لینکلن و دیگر شخصیت‌های معروف عکس گرفت.
هنگامی که جنگ داخلی شروع شد، استفاده او از یک استودیوی سیار و تاریکخانه، عکس‌های واضحی از میدان جنگ را فراهم کرد که واقعیت جنگ را برای عموم به نمایش گذاشت. هزاران صحنه جنگ و همچنین پرتره‌هایی از ژنرال‌ها و سیاستمداران در هر دو طرف درگیری گرفت، اگرچه بیشتر این تصاویر توسط دستیاران او، نه خود بریدی گرفته شد.
پس از جنگ، این عکس‌ها از مد افتاد و دولت آن‌طور که او پیش‌بینی کرده بود، نسخه‌های اصلی را خریداری نکرد. ثروت بریدی به شدت کاهش یافت و او با بدهی درگذشت.

## اوایل زندگی
بریدی از گذشته خود قبل از عکاسی سابقه کمی به جا گذاشت. در آخرین سال‌های زندگی خود با مطبوعات صحبت می‌کرد، او در آن مصاحبه‌ها گفته است که بین سال های ۱۸۲۲ و ۱۸۲۴ در شهرستان وارن، نیویورک، نزدیک دریاچه جورج به دنیا آمد. او کوچکترین فرزند از سه فرزند والدین مهاجر ایرلندی، اندرو و سامانتا جولیا بریدی بود. با این حال، در اسناد رسمی قبل و در طول جنگ به ثبت رسیده که او ادعا می‌کرد که در ایرلند به دنیا آمده است.

## نگارخانه

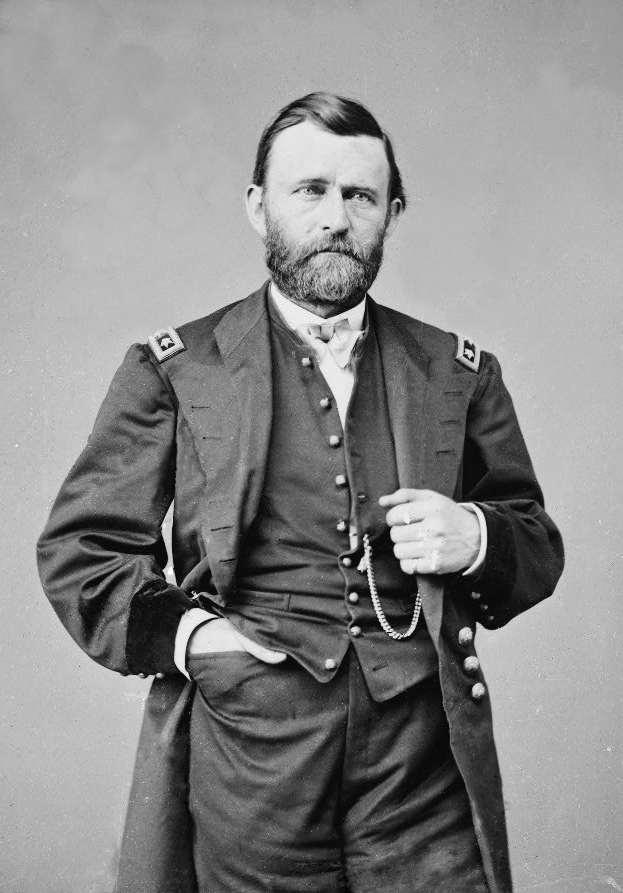
پرترهٔ ژنرال گرانت
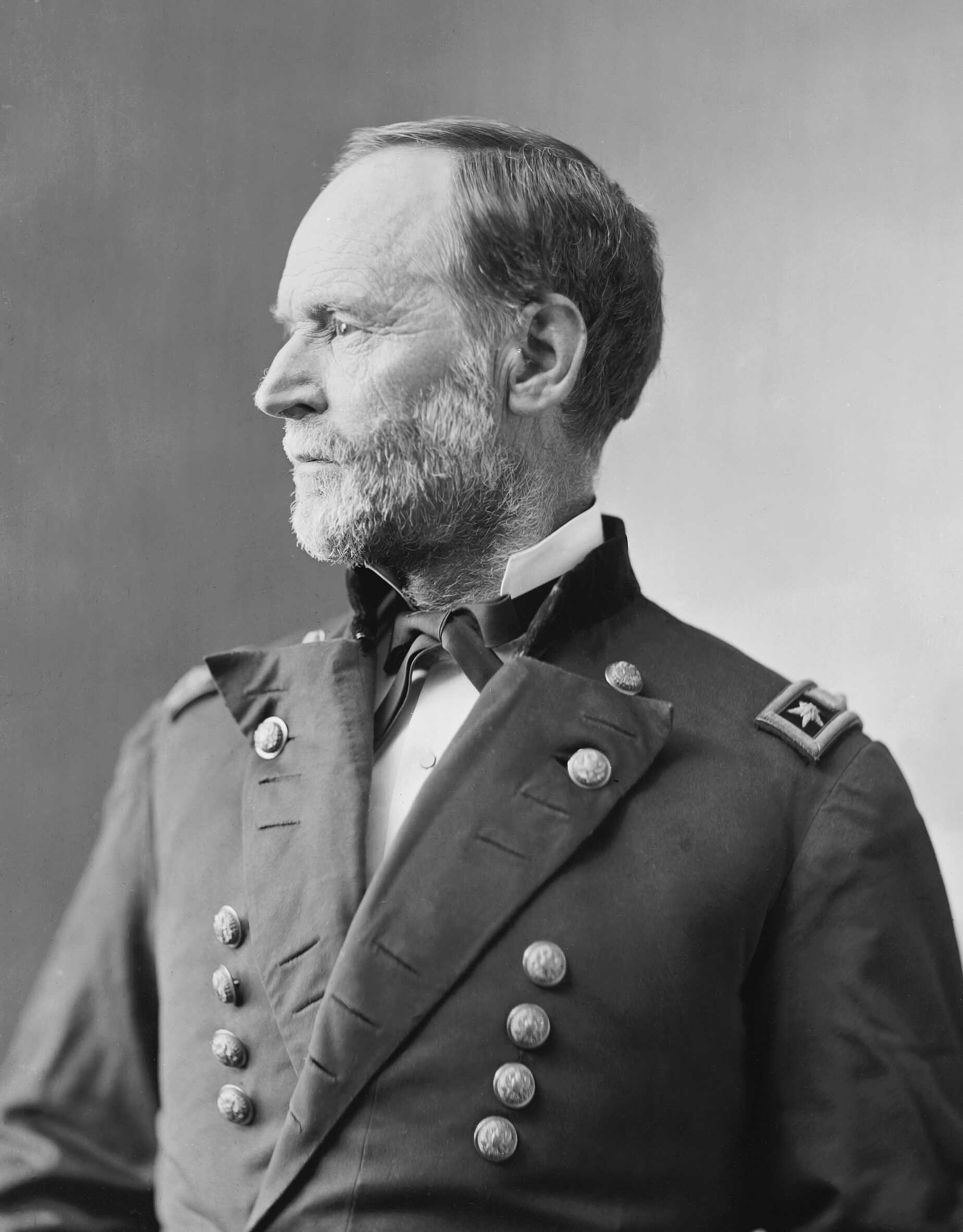
پرترهٔ ژنرال شرمن
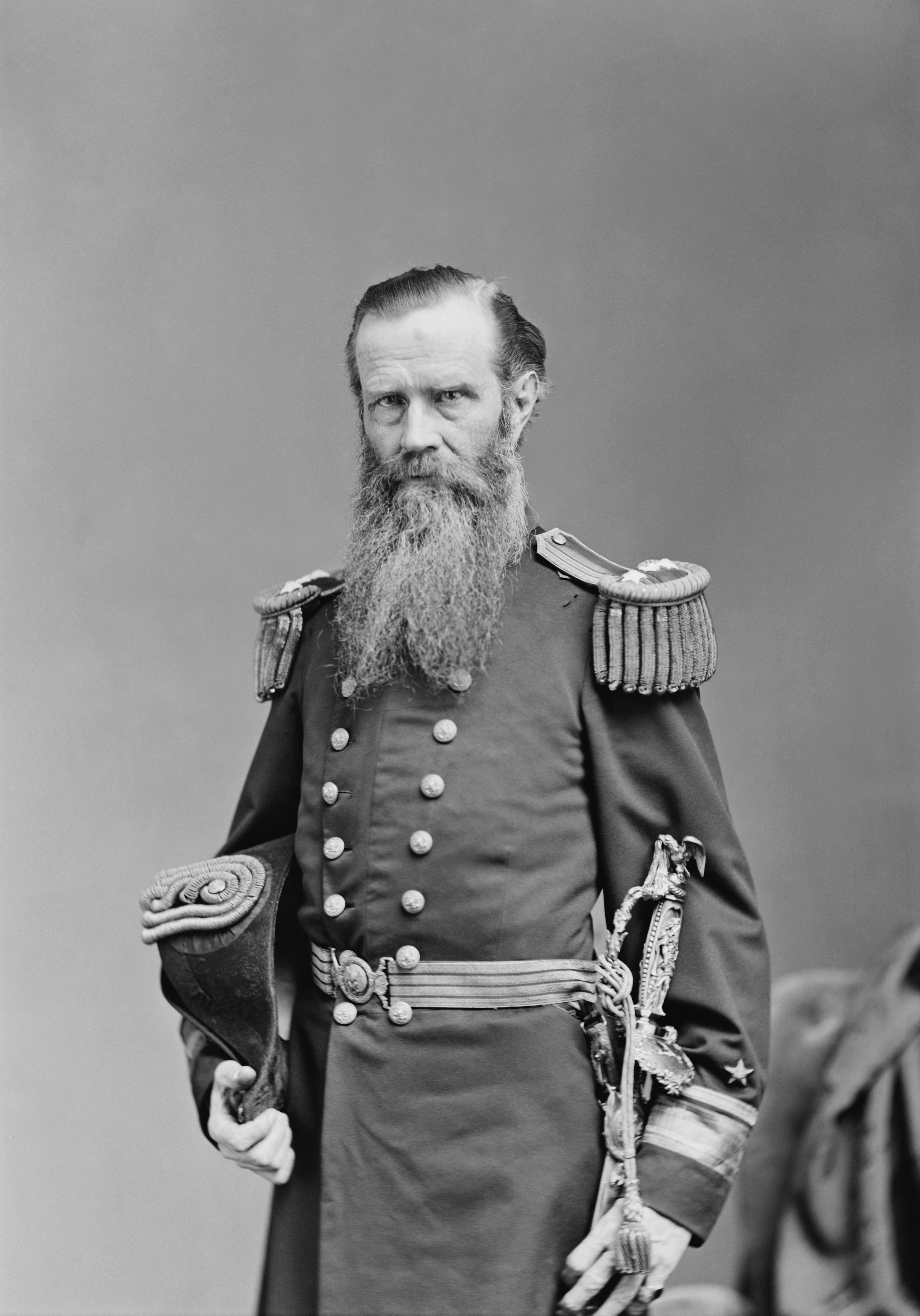
پرترهٔ ادمیرال وُردِن
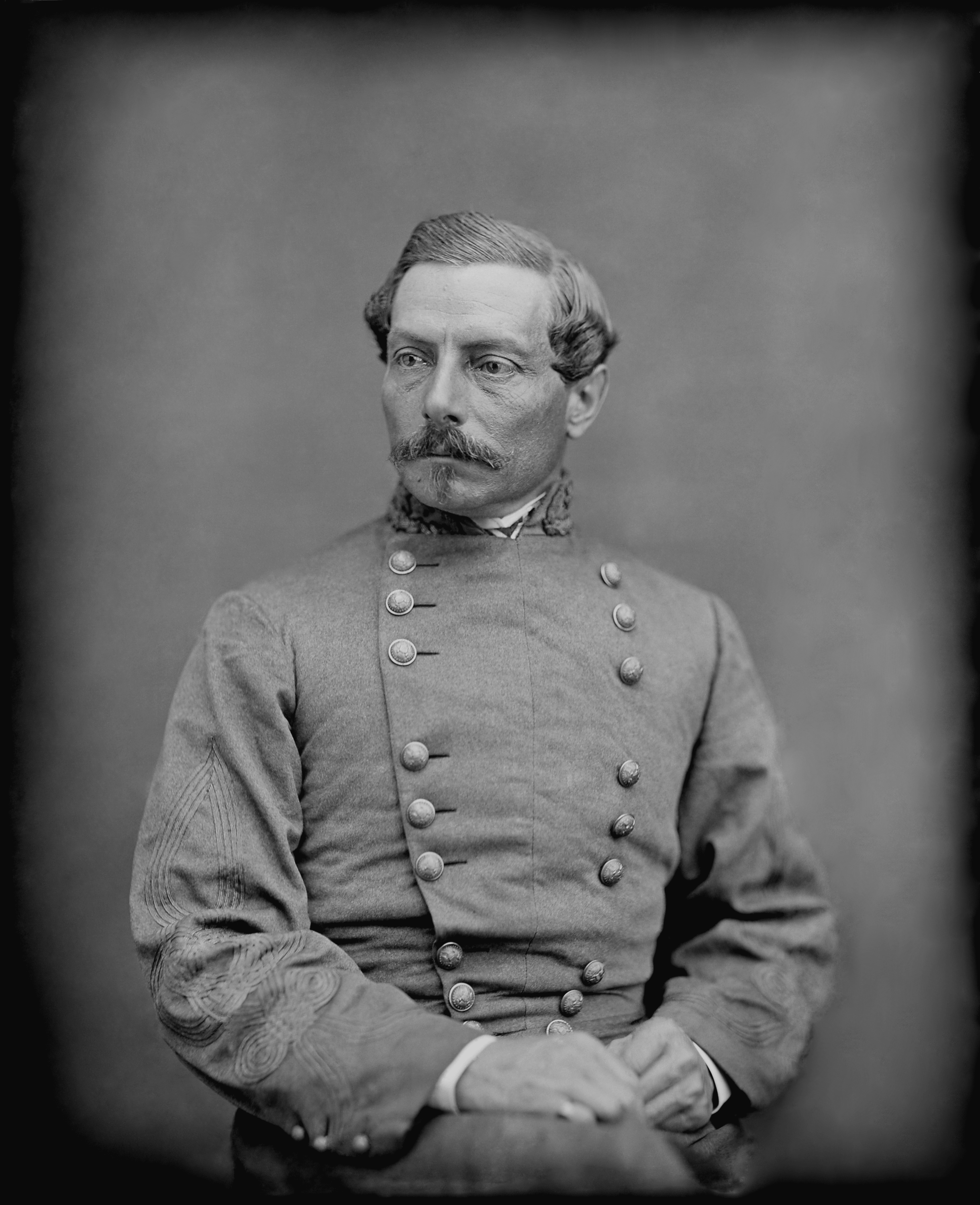
پرترهٔ ژنرال بوریگارد
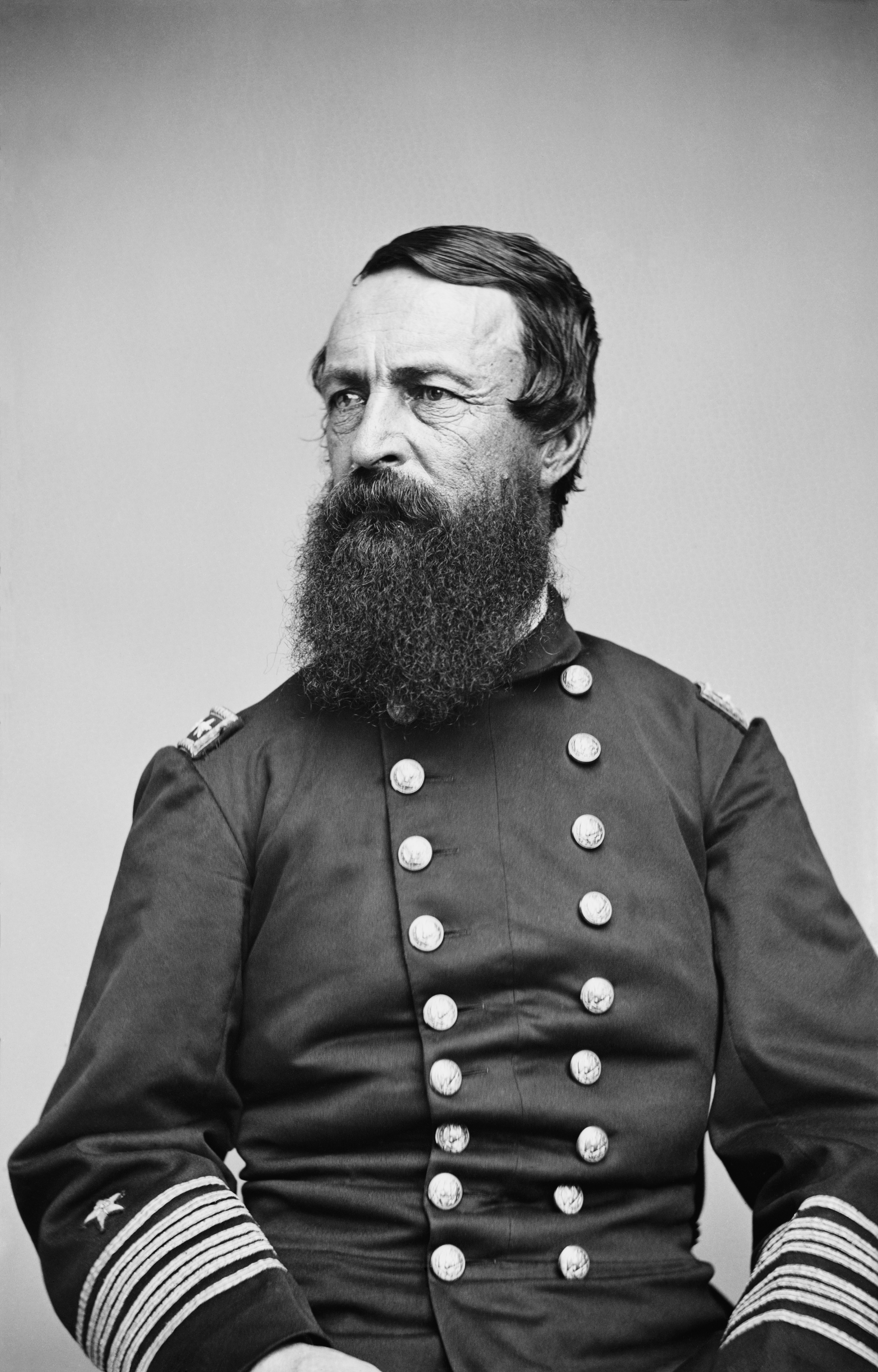
پرترهٔ ادمیرال پورتر
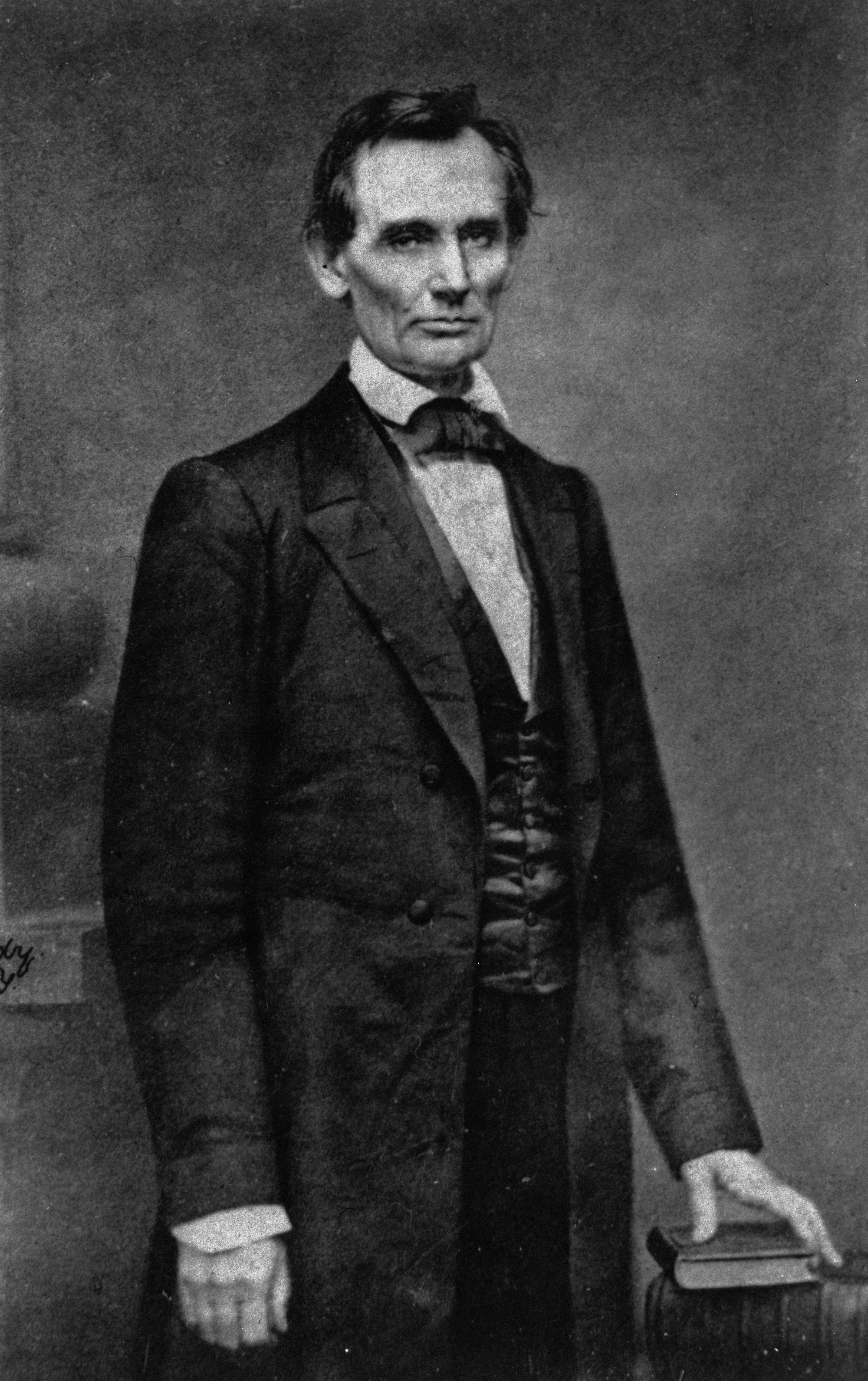
Photograph of آبراهام لینکلن taken by Brady on the day of Lincoln's Cooper Union speech.
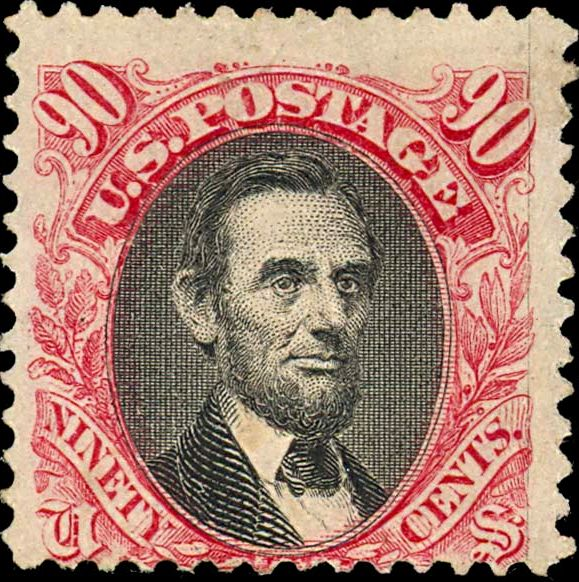
تمبر پستی آمریکا، بر اساس پرتره‌ای از لینکلن که متیو بریدی عکاسش بود.
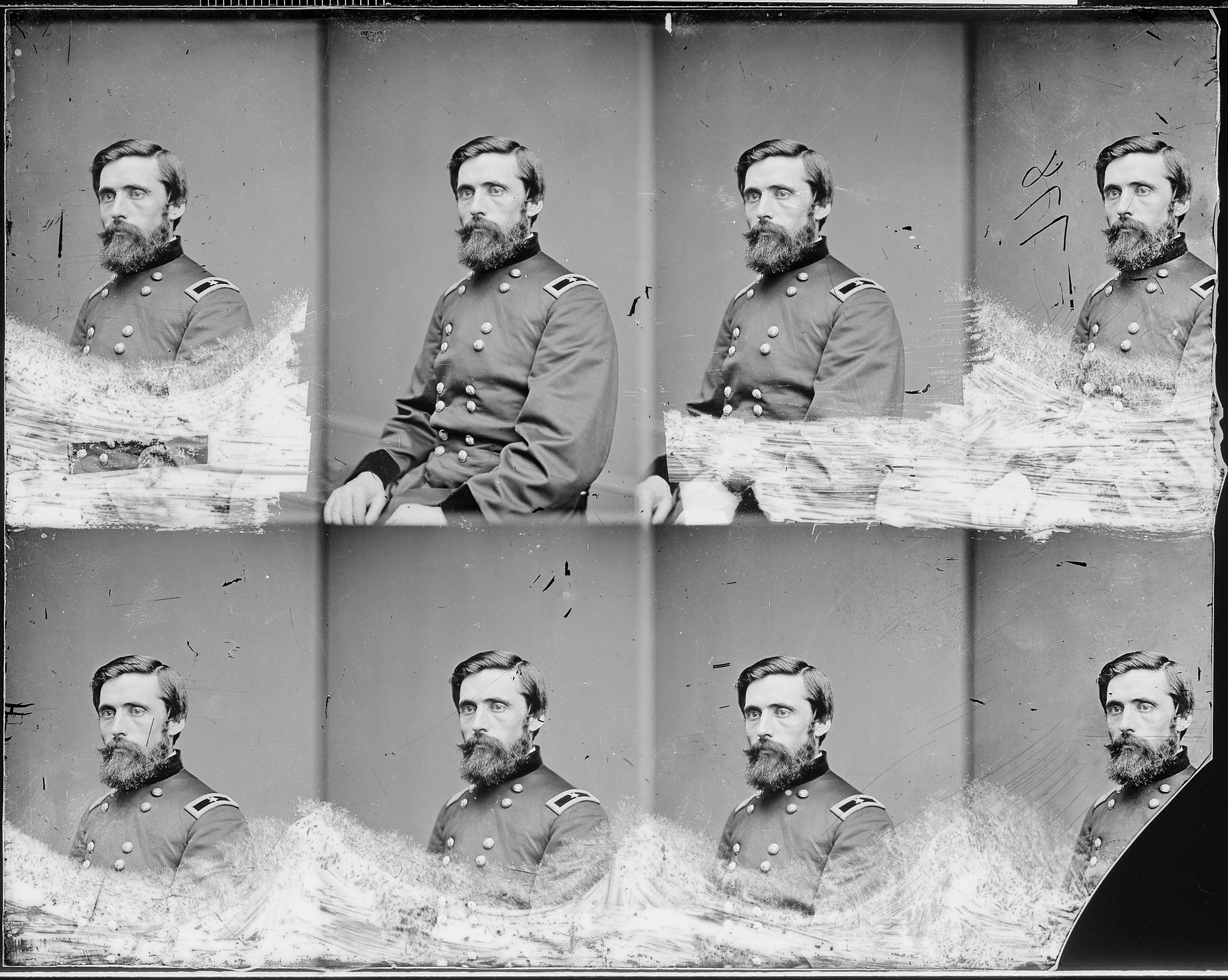
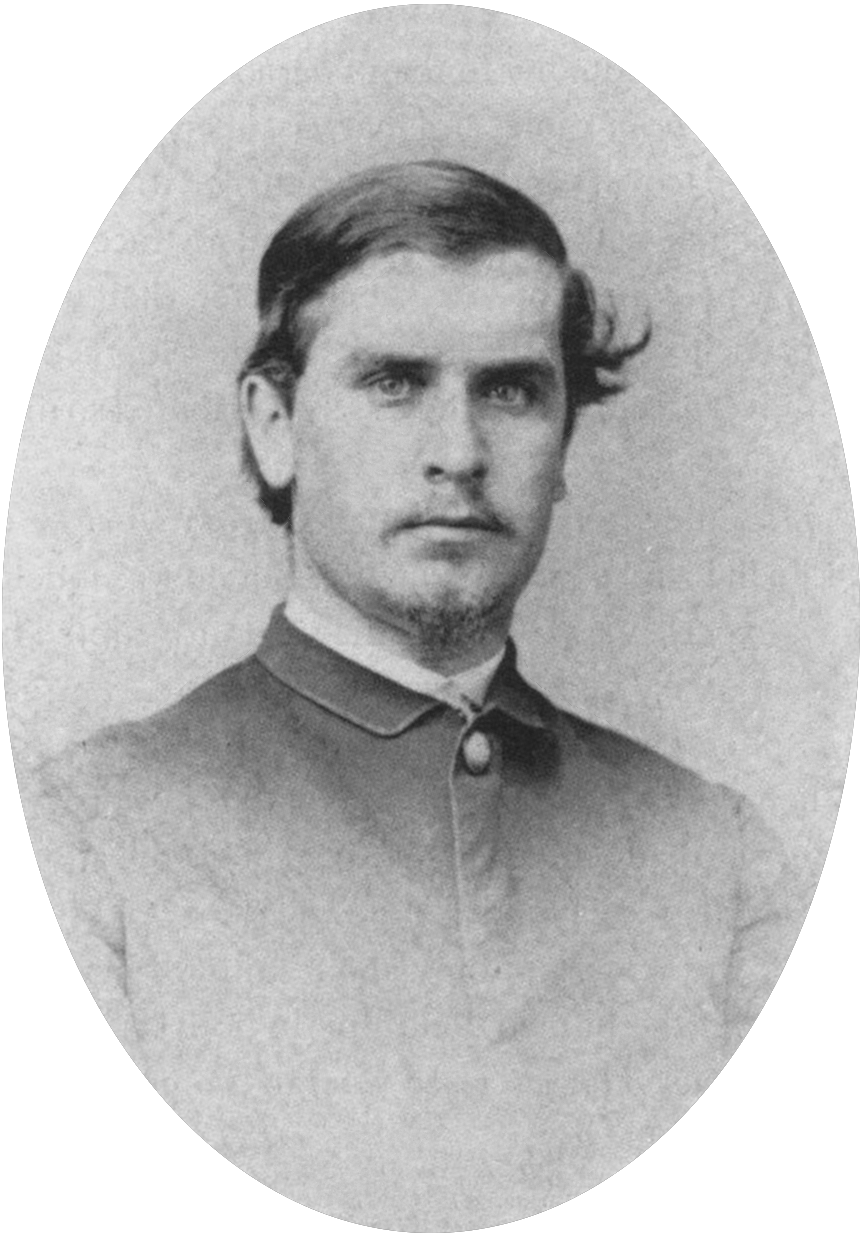
ویلیام مک‌کینلی - توسط بریدی ۱۸۶۵
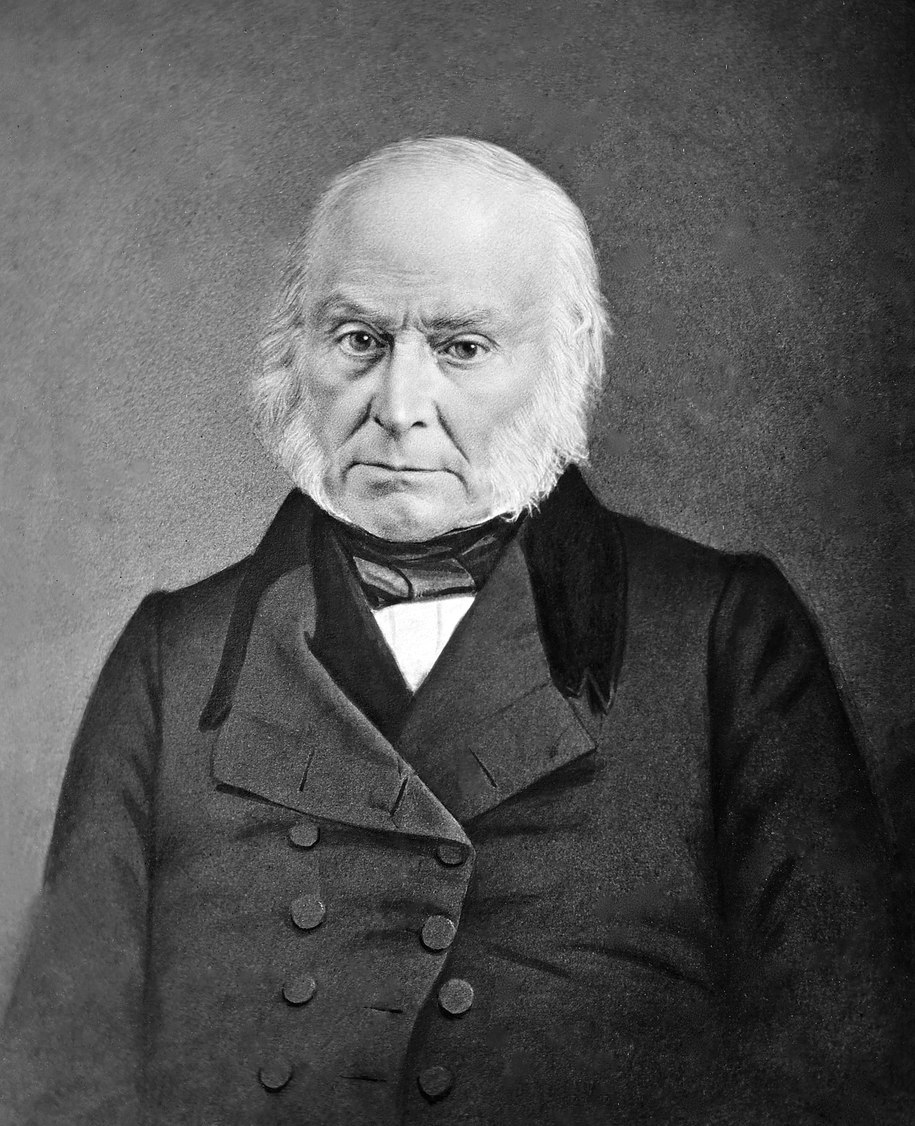
جان کویینسی آدامز- توسط بریدی بین ۱۸۴۳ تا ۱۸۴۸
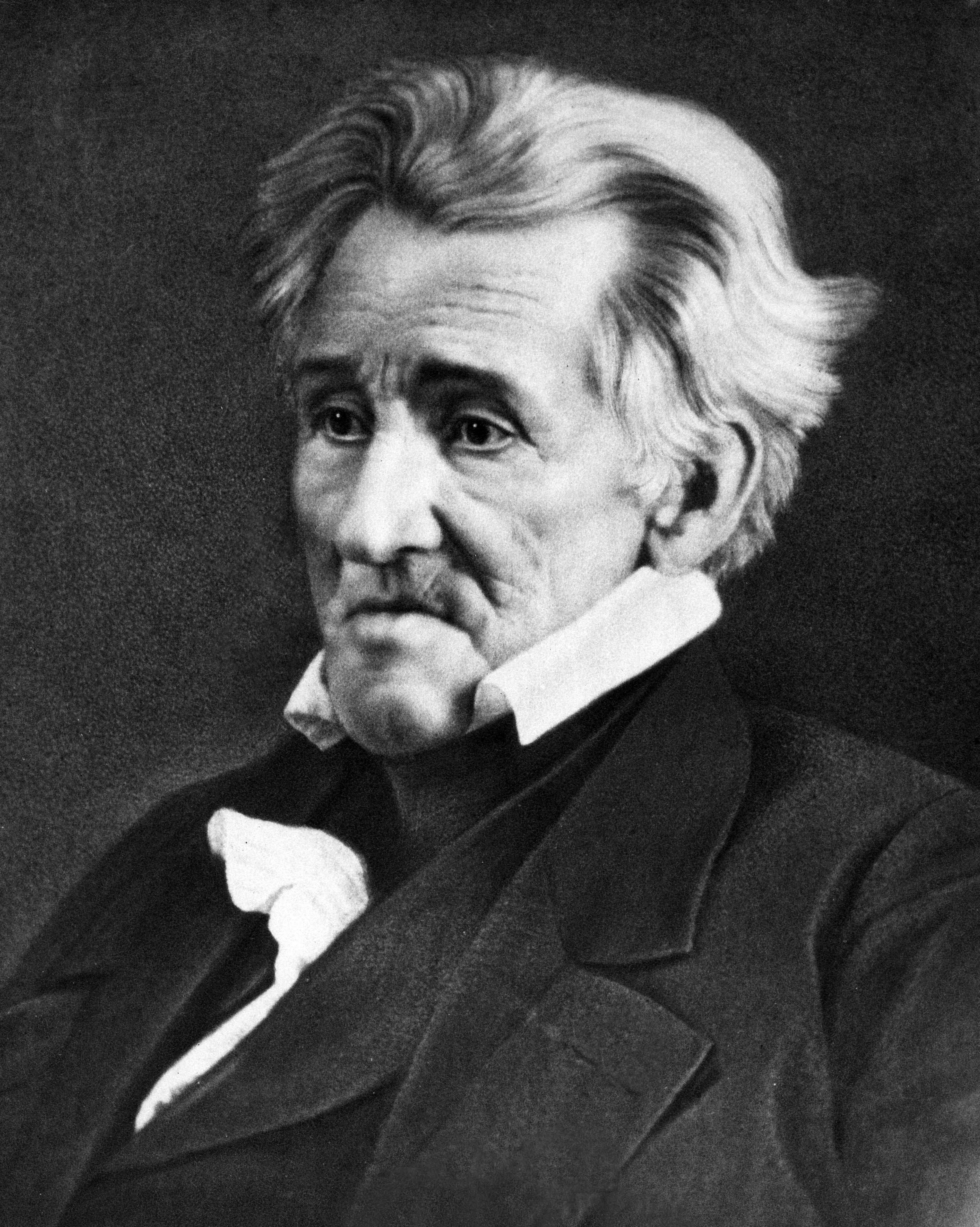
اندرو جکسون-توسط بریدی ۱۸۴۵
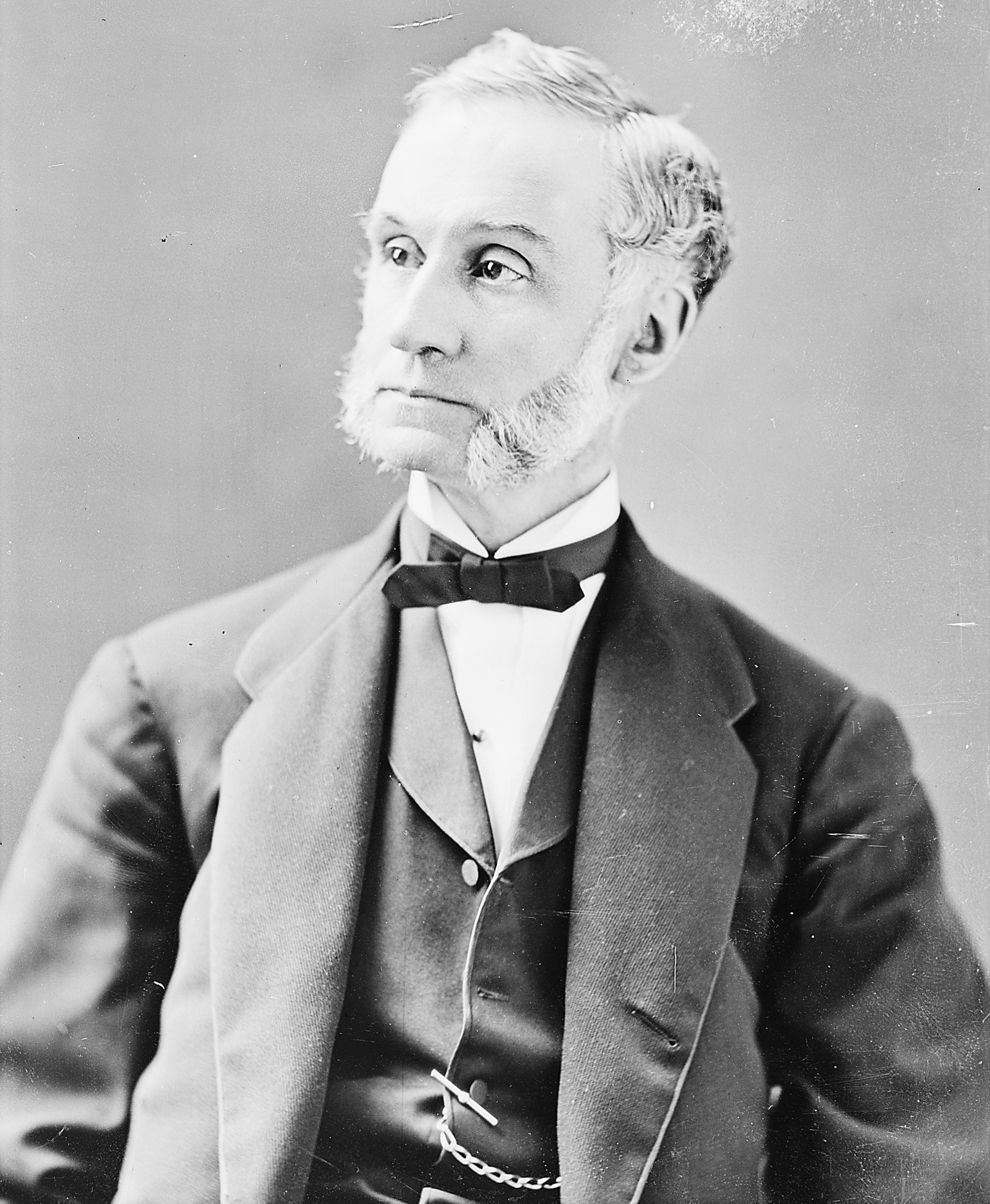
کورنلیوس آر اگنیو از اعضای کمیسیون بهداشت ایالات متحده

### جنگ داخلی آمریکا

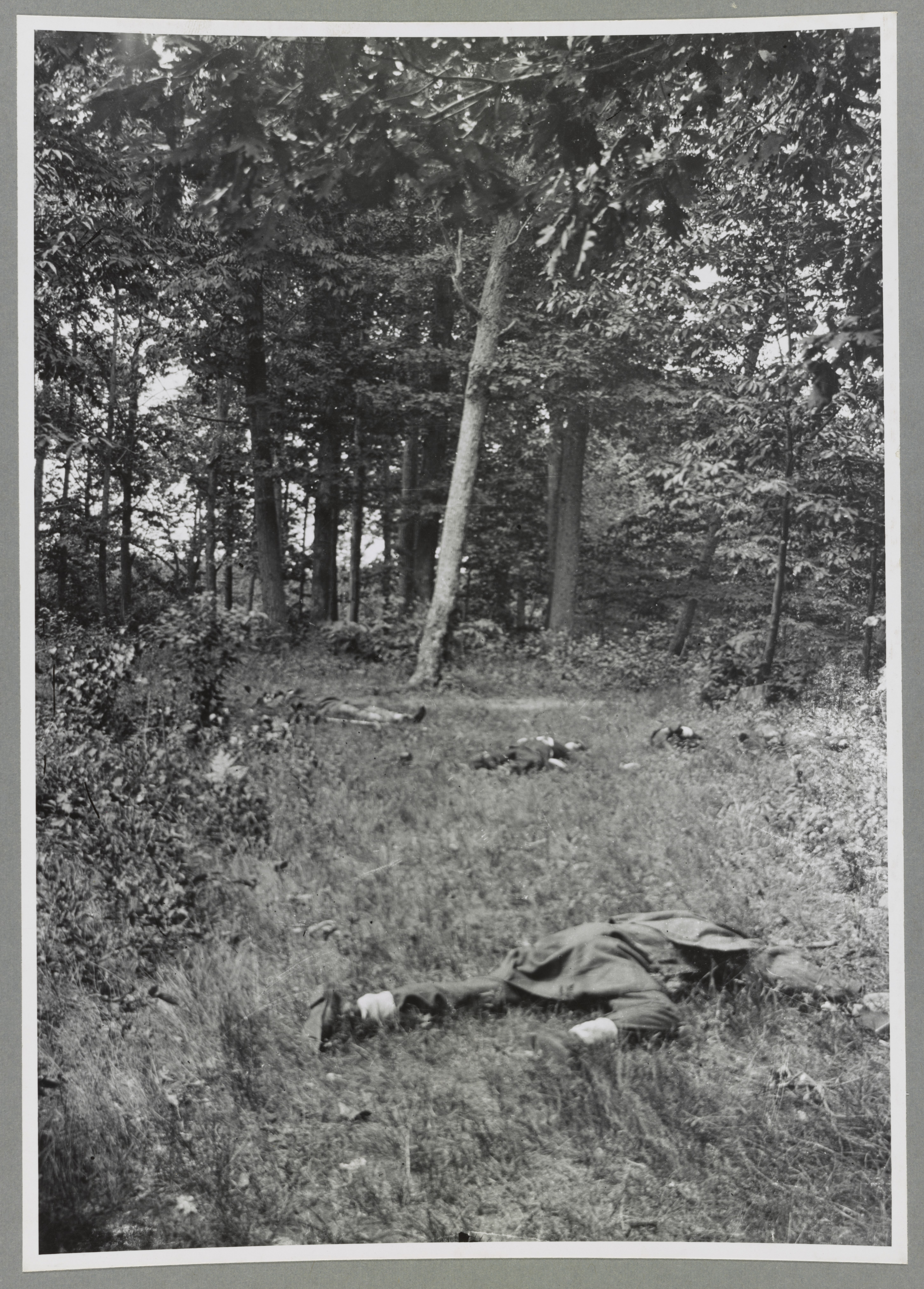
تصویری از مجموعه ادعایی «مردگان کنفدراسیون در متیوس هیل، بول ران»
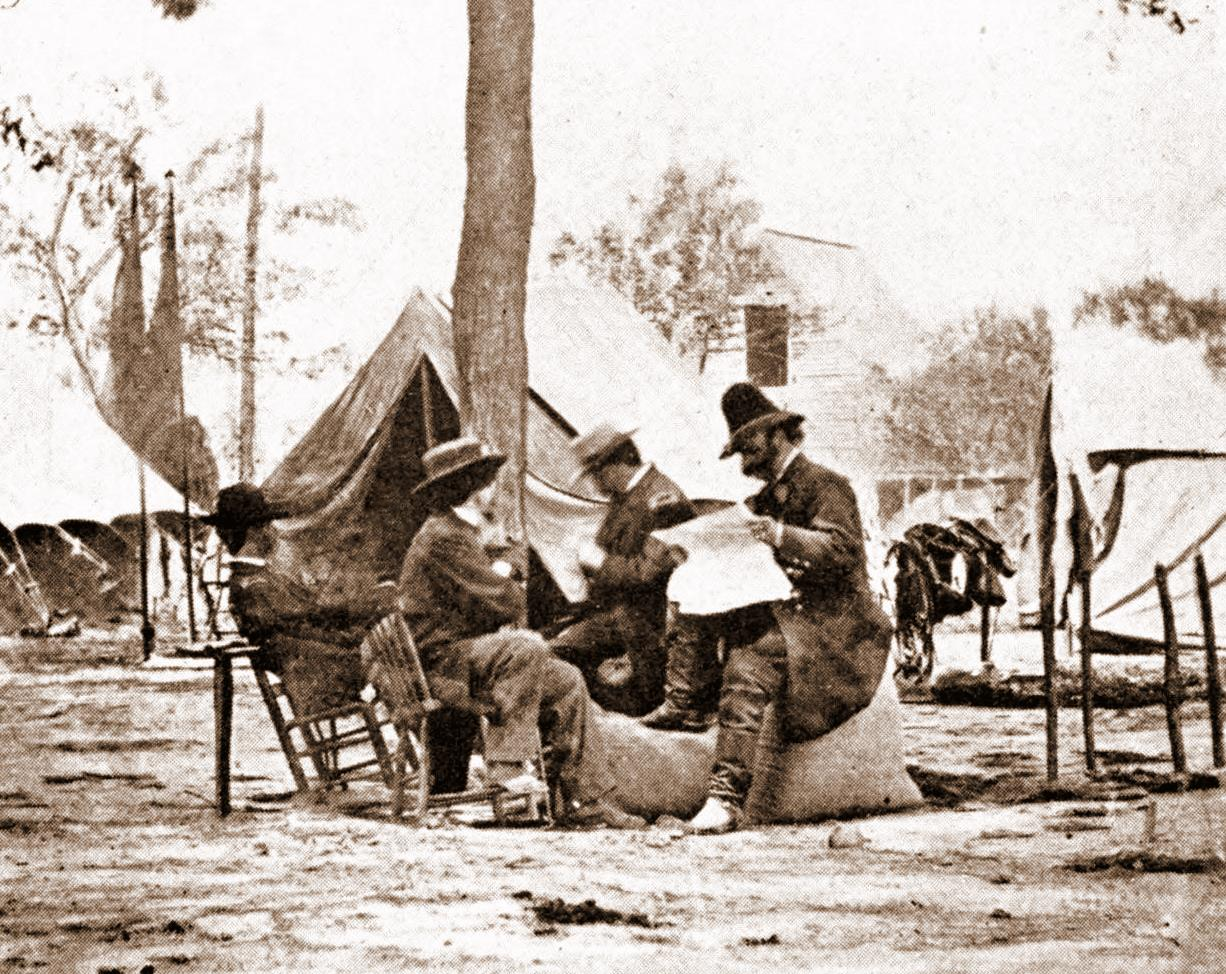
بردی (در مرکز) با ژنرال امبروز برنزاید که در حال خواندن روزنامه است، در مه ۱۸۶۴ گرفته شد.